# Jakub Dalewski
Jakub Dalewski (ur. 18 września 1995 w Zielonej Górze) – polski kierowca wyścigowy.

## Kariera

### Formuła ADAC Masters
Dalewski rozpoczął karierę w jednomiejscowych samochodach wyścigowych w 2012 roku od startów w Formule ADAC Masters. W ciągu czternastu wyścigów, w których wystartował, czterokrotnie stawał na podium, a raz na jego najwyższym stopniu. Z dorobkiem 80 punktów uplasował się na 12 pozycji w klasyfikacji generalnej.

### Formuła 3
Prócz startów w ADAC Formel Masters, Dalewski wystartował w sezonie 2012 również w jednej z Rund Europejskiej Serii na Torze Imola Włoskiej Formuły 3 z włoską ekipą Ghinzani Motorsport. Uzbierane ośmiu punktów dało mu w klasyfikacji końcowej 15 miejsce.

### Formuła Renault 2.0
Na sezon 2013 Polak podpisał kontrakt z włoskim zespołem JD Motorsport na starty w Północnoeuropejskim Pucharze Formuły Renault 2.0 oraz na cztery rundy w Alpejskiej Formule Renault 2.0. Z dorobkiem odpowiednio 135 i 47 punktów uplasował się na ósmej i dziesiątej pozycji w klasyfikacji generalnej. Podczas rundy na torze Circuit de Catalunya pojawił się również gościnnie w bolidzie Interwetten.com Racing w Europejskim Pucharze Formuły Renault 2.0. Ostatecznie jednak nie wystartował w żadnym wyścigu.
W 2014 roku Dalewski kontynuował starty w Północnoeuropejskim Pucharze Formuły Renault 2.0. Podpisał tam kontrakt z włoską ekipą Euronova Racing. Jednak wystartował jedynie w dwóch wyścigach, plasując się dwukrotnie na jedenastej pozycji.

## Statystyki
| Sezon | Seria                                         | Zespół                   | Wyścigi | Zwycięstwa | PP | NO | Podium | Punkty | Pozycja |
| ----- | --------------------------------------------- | ------------------------ | ------- | ---------- | -- | -- | ------ | ------ | ------- |
| 2012  | Formuła ADAC Masters                          | Team Lotus               | 14      | 1          | 0  | 1  | 4      | 80     | 12      |
| 2012  | Włoska Formuła 3 – Europejska Seria           | Ghinzani Arco Motorsport | 3       | 0          | 0  | 0  | 0      | 8      | 15      |
| 2013  | Alpejska Formuła Renault 2.0                  | JD Motorsport            | 8       | 0          | 0  | 0  | 1      | 47     | 10      |
| 2013  | Północnoeuropejski Puchar Formuły Renault 2.0 | JD Motorsport            | 16      | 0          | 0  | 0  | 0      | 135    | 8       |
| 2013  | Europejski Puchar Formuły Renault 2.0         | Interwetten.com Racing   | 0       | 0          | 0  | 0  | 0      | 0      | NS†     |
| 2014  | Północnoeuropejski Puchar Formuły Renault 2.0 | Euronova Racing          | 2       | 0          | 0  | 0  | 0      | 20     | 29      |

† – Dalewski nie był zaliczany do klasyfikacji